# Жоел Матип
Жоб Жоел Андре Матип (енгл. Job Joël Andre Matip; 8. август 1991) камерунски је фудбалер.
Почео је професионалну каријеру са Шалкеом 04 у 2009. години. Одиграо је 258 утакмица на којима је постигао 23 голова пре него што је прешао у Ливерпул 2016. као слободан играч.

## Детињство и младост
Рођен је 8. августа 1991. у Бохуму у Немачкој. Каријеру је започео у клубу Веитмар 45, 1995.. Године 1997. прелази у Бохум. Сениорску каријеру започео је у Шалкеу 04, 2009..

## Трофеји

### Шалке 04
- Куп Немачке (1) : 2010/11.
- Суперкуп Немачке (1) : 2011.

### Ливерпул
- Премијер лига (1) : 2019/20.
- ФА куп (1) : 2021/22.
- Лига куп (1) : 2021/22.
- ФА Комјунити шилд (1) : 2022.
- Лига шампиона (1) : 2018/19.
- Суперкуп Европе (1) : 2019.